# Szakállaspapagáj-félék

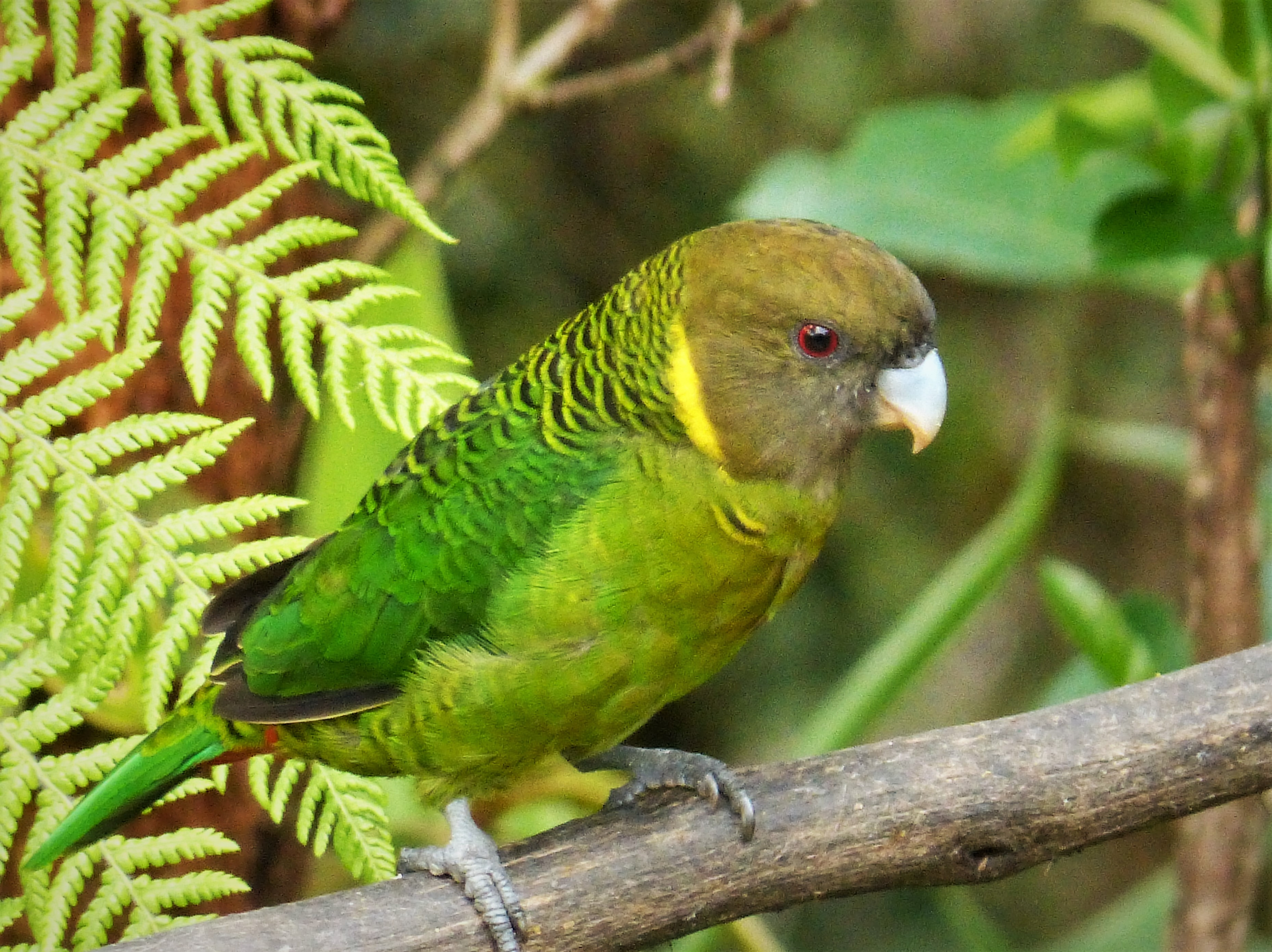
Hím Brehm-tigrispapagáj (Psittacella brehmii)

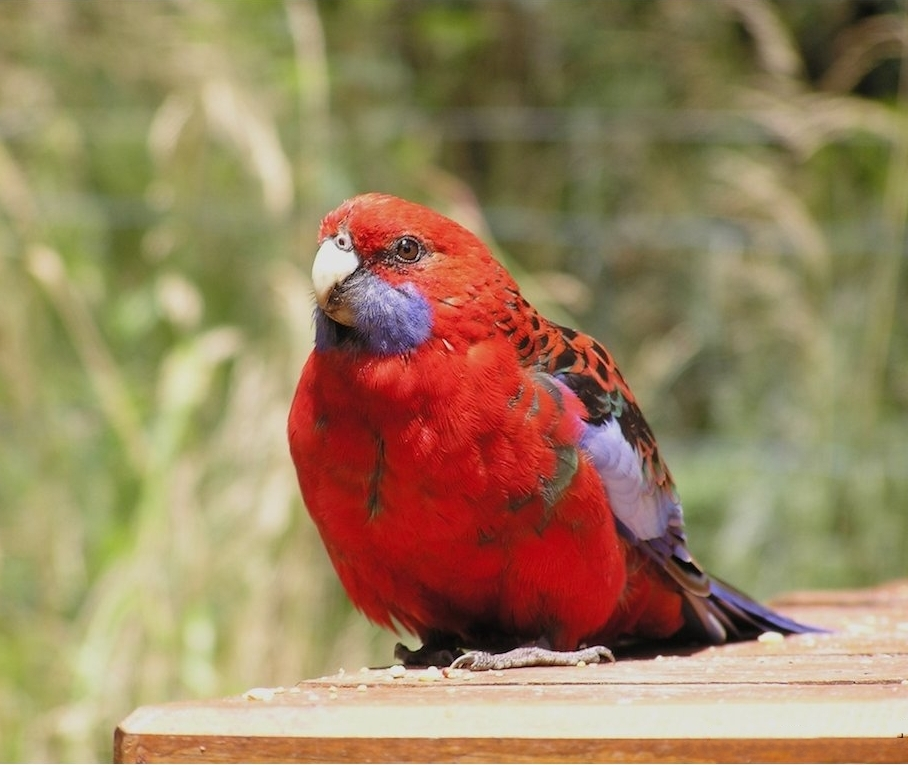
Karmazsin rozella, más néven Pennantpapagáj (Platycercus elegans)

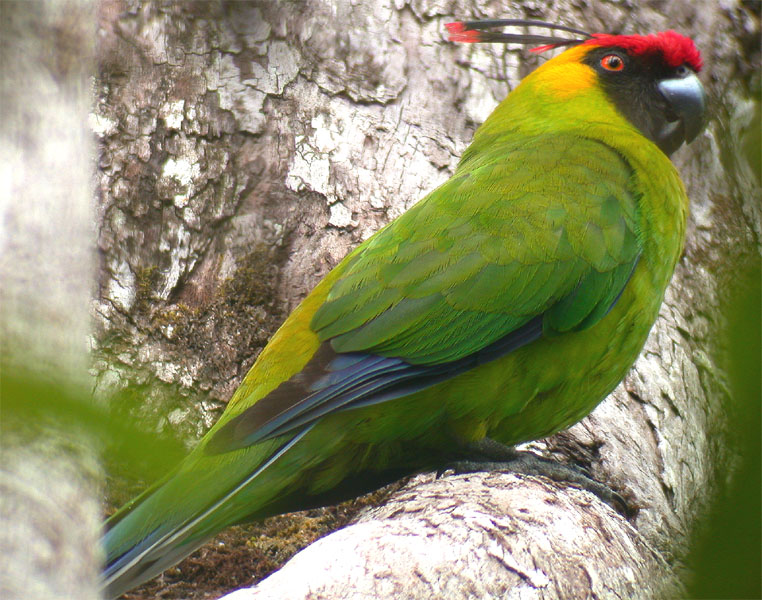
Kaledón szarvaspapagáj (Eunymphicus cornutus)

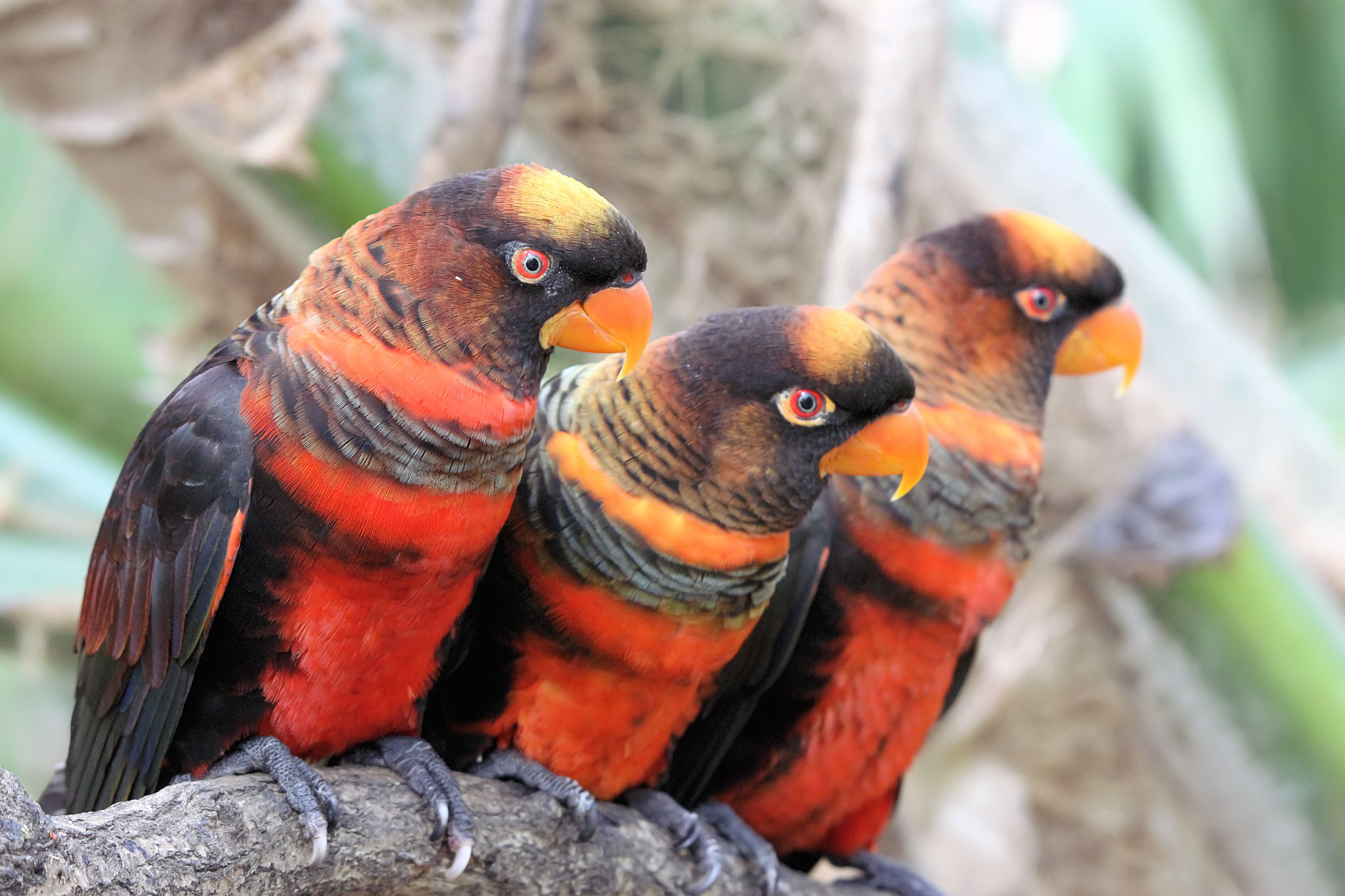
Fehérderekú lóri (Pseudeos fuscata)

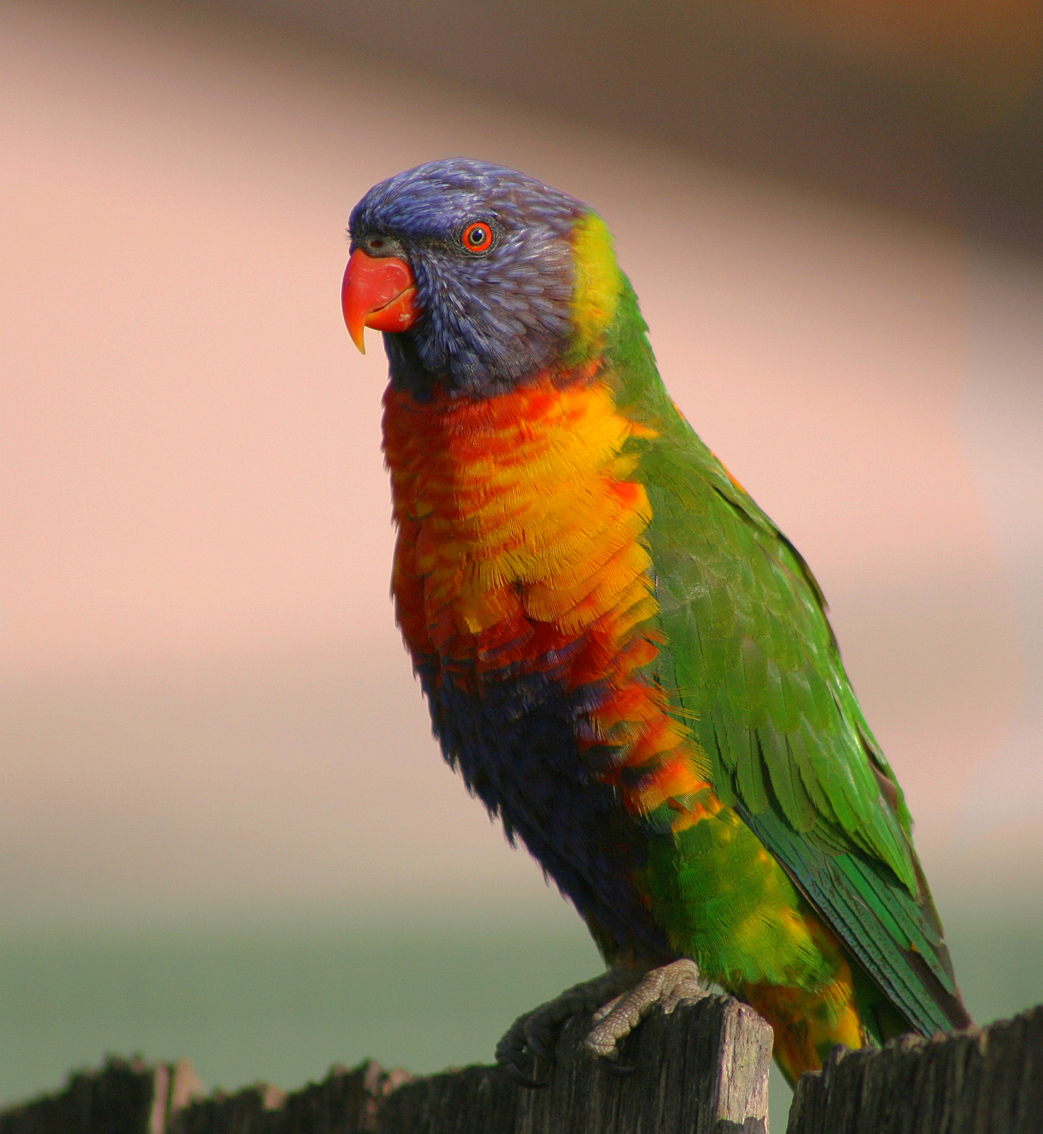
Pirosörvös szivárványlóri (Trichoglossus rubritorquis)

A szakállaspapagáj-félék (Psittaculidae) a madarak osztályának papagájalakúak (Psittaciformes) rendjébe tartozó család. 52 nem és 190 faj tartozik a családhoz.
Ebbe a családba tartozik a trópusi Ázsiában, Ausztráliában, a Csendes-óceáni szigeteken, Madagaszkáron, valamint Afrikában élő papagájfajok zöme, kivéve a szürkepapagáj (Psittacus) és az afropapagáj (Poicephalus) nemeket, melyek a papagájfélék (Psittacidae) családjába tartoznak.
A papagájfélék családjától 2012-ben különítették el őket elsősorban genetikai eredmények alapján.

## Rendszertani felosztásuk
A családot öt alcsaládra osztják:

### Szakállaspapagáj-formák(Psittaculinae)
A szakállaspapagáj-formák (Psittaculinae) alcsaládjába három nemzetség, 16 nem és 52 élő és 5 kihalt faj tartozik:
- Harkálypapagáj-rokonúak (Micropsittini)
  - Micropsitta - 6 faj

- Ragyogópapagáj-rokonúak (Polytelini) - 8 faj
  - Polytelis - 3 faj
  - Alisterus - 3 faj
  - Aprosmictus - 2 faj

- Szakállaspapagáj-rokonúak (Psittaculini) - 37 élő és 5 kihalt faj
  - Prioniturus - 10 faj
  - Eclectus - 4 elő és 1 régen kihalt faj
  - Geoffroyus - 4 faj
  - Psittinus - 2 faj
  - Tanygnathus - 5 faj
  - Psittacula - 3 élő és 1 kihalt faj
  - Belocercus - 1 faj
  - Himalayapsitta - 4 faj
  - Nicopsitta - 2 faj
  - Palaeornis - 1 élő és 1 kihalt faj
  - † Mascarinus - 1 kihalt faj
  - Alexandrinus - 2 élő és 1 kihalt faj

### Tigrispapagáj-formák(Psittacellinae)
A tigrispapagáj-formák (Psittacellinae) alcsaládjába 1 nem és 5 faj tartozik:
- Psittacella - 5 faj

### Rozellaformák(Platycercinae)
A rozellaformák (Platycercinae)  alcsaládjába kettő nemzetség, 13 nem és 38 élő és 5 kihalt faj tartozik:
- Rozellarokonúak (Platycercini) - 28 élő és 5 kihalt faj
  - Platycercus - 6 faj
  - Barnardius - 1 faj
  - Psephotus - 1 faj
  - Northiella - 1 faj
  - Psephotellus - 3 élő és 1 kihalt faj
  - Purpureicephalus - 1 faj
  - Lathamus - 1 faj
  - Prosopeia - 3 faj
  - Eunymphicus - 2 faj
  - Cyanoramphus - 8 élő és 4 kihalt faj

- Földipapagáj-rokonúak (Pezoporini) - 10 faj
  - Pezoporus - 3 faj
  - Neopsephotus - 1 faj
  - Neophema - 6 faj

### Lóriformák(Loriinae)
A lóriformák (Loriinae) alcsaládjába három nemzetség, 22 nem és 73 élő és 2 kihalt faj tartozik:
- Hullámospapagáj-rokonúak (Melopsittacini)
  - Melopsittacus - 1 faj

- Fügepapagáj-rokonúak (Cyclopsittini) - 11 faj	
  - Cyclopsitta - 6 faj
  - Psittaculirostris - 5 faj

- Lórirokonúak (Loriini) - 61 élő és 2 kihalt faj
  - Oreopsittacus - 1 faj
  - Charminetta - 1 faj
  - Hypocharmosyna - 2 faj
  - Charmosynopsis - 2 faj
  - Synorhacma - 1 faj
  - Charmosyna (Wagler, 1832) - 3 faj
  - Charmosynoides - 1 faj
  - Vini - 11 élő és 2 kihalt faj
  - Neopsittacus - 2 faj
  - Lorius - 6 faj
  - Psitteuteles - 1 faj
  - Parvipsitta - 2 faj
  - Pseudeos - 2 faj
  - Chalcopsitta - 3 faj
  - Glossoptilus  - 1 faj
  - Glossopsitta - 1 faj
  - Saudareos - 5 faj
  - Eos - 6 faj
  - Trichoglossus - 10 faj

### Törpepapagáj-formák(Agapornithinae)
A törpepapagáj-formák (Agapornithinae) alcsaládjába 3 nem és 23 faj tartozik:
- Bolbopsittacus - 1 faj
- Loriculus - 13 faj
- Agapornis - 9 faj